# بزرگ‌ترین شیادان عالم
بزرگ‌ترین شیادان عالم (به انگلیسی: The Biggest Bundle of Them All) فیلمی آمریکایی در سبک جنایی به کارگردانی کن آناکین محصول سال ۱۹۶۸ است. این فیلم در ناپل ایتالیا واقع شده‌است. در این فیلم بازیگرانی همچون رابرت واگنر، راکل ولش، جفری کمبریج، داوی کایه، فرانچسکو موله، ویتوریو دسیکا، فمی بنوسی، ادوارد جی. رابینسون، پائولا بوربونی، آلدو بوفی لندی، کارلو کوروکولو، جولیو مارکتی، آندره‌آ آئورلی، میلنا ووکوتیک، کارلو ریتسو، میکی ناکس و نینو وینجلی ایفای نقش کرده‌اند.